# Cosme Saavedra
Cosme Damián Saavedra (Godoy Cruz, 27 de setembro de 1901 — Buenos Aires, 3 de julho de 1967) foi um ciclista olímpico argentino. Saavedra representou sua nação em três eventos nos Jogos Olímpicos de Verão de 1924 e dois em 1928.